# 群島列表
本表所列内容为世界各个主要群岛或岛屿群：

## 太平洋

### 亚洲
- 千岛群岛（俄罗斯）
  - 南千岛群岛
    - 齿舞群岛
- 加沙群島（韓國）
  - 鳥島群島
- 日本列岛
  - 伊豆群岛
  - 小笠原群岛
- 琉球群岛
  - 冲绳群岛
- 钓鱼台列屿
- 马祖列岛
- 金门群岛
- 澎湖群岛
- 舟山群島
- 北马里亚纳群岛（美国）
- 南海諸島
  - 东沙群岛
  - 西沙群岛
  - 中沙群岛
  - 南沙群岛
- 马来群岛
  - 巽他群岛 Sunda Is.
    - 大巽他群岛 Greater.Sunda Is.
    - 小巽他群岛

  - 摩鹿加群岛（也称“马鲁古群岛”）
  - 菲律宾群岛
- 加拉群岛[來源請求]

印度尼西亚各群岛
- 瑟利步群岛 Kepulauan Seribu（也称“印尼千岛群岛（英语：Thousand Islands (Indonesia)）”）
- 塔宁巴尔群岛 Kepulauan Tanimbar
- 廖内群岛
- 纳土纳群岛

### 大洋洲
- 夏威夷群岛 Hawaiian Is. （美国）
- 马绍尔群岛 Marshall Is.
- 库克群岛 Cook Is. (新西兰)
  - 北库克群岛 Northern Cook Is.
  - 南库克群岛 Southern Cook Is.
- 马尼希基群岛 Manihiki Is.
- 凤凰群岛 Phoenix Is. （基里巴斯）
- 特鲁克群岛 Truk Is.
- 阿德默勒尔蒂群岛 Admiralty Is. (巴布亚新几内亚)
- 所罗门群岛 Solomon Is.
- 路易西亚德群岛
- 拉塔克群岛 Ratak Chain
- 努库马努群岛 Nukumanu Is.
- 托克劳群岛 Tokelau Is.  (新西兰)
- 莱恩群岛 Line Is. （基里巴斯）
- 马罗蒂里群岛 Îles Marotiri (法国)
- 克馬得群岛 Kermadec Is. （新西兰）
- 查塔姆群岛  Chatham Is. （新西兰）
- 奥克兰群岛 Auckland Is. （新西兰）
- 邦蒂群岛  Bounty Is.（新西兰）
- 尼姆罗德群岛  Nimrod Is.

法属波利尼西亚各群岛
- 馬克薩斯群島 Îles Marquises（也称“馬貴斯群島”）
- 社会群岛 Îles de la Société
- 土阿莫土群岛 Îles des Tuamotu
  - 甘比尔群岛 Îles Gambier
- 南方群岛 Îles Australe
  - 巴斯群岛 Îles Bass

### 北美洲和南美洲
- 普里比洛夫群岛 Pribilof Is.（美国）
- 阿留申群岛 Aleutian Is.（美国）
- 亚历山大群岛 Alexander Arch. (美国）
- 夏洛特皇后群岛 Queen Charlotte Is.
- 雷维亚希赫多群岛 Is.de Revillagigedo （墨西哥）
- 科隆群岛 Arch,de Colon (厄瓜多尔)
- 胡安-费尔南德斯群岛 Is.JuanFernandez (智利)

## 印度洋

### 亚洲
- 明打威群岛 Kepulauan Mentawai （印尼）
- 安达曼群岛 Andaman Is. (印度)
- 尼科巴群岛 Nicobar Is. (印度)
- 马尔代夫群岛 Maldives Is.
- 查戈斯群岛  Chagos Arch. (英属印度洋领地)
- 拉克沙群岛 Lakshadweep Is. （印度）

### 大洋洲
- 科科斯(基林)群岛 Cocos (Keeling) Is.（澳大利亚）

### 非洲
- 塞舌尔群岛 Seychelles
- 阿米兰特群岛 Amirante Is.
- 阿加莱加群岛 Agalege Is. （毛里求斯）
- 法夸尔群岛 Farquhar Group (塞舌尔)
- 马斯克林群岛 Mascarene Is.
- 卡加多斯-卡拉若斯群岛 Cargados Carajos Shoals (毛里求斯)
- 阿尔达布拉群岛 Aldabra Is.（塞舌尔）
- 科斯莫莱多群岛  Cosmoledo Group（塞舌尔）
- 爱德华王子群岛 Pr.Edward Is. （南非）
- 克罗泽群岛 Is. Crozet (法国)

## 大西洋

### 欧洲
- 法罗群岛 Faceroe Is.（丹麦）
- 设得兰群岛 Shetland Is.（英国）
- 巴利阿里群岛 Is. Baleares（西班牙）
- 亚速尔群岛 Acores（葡萄牙）

### 非洲
- 马德拉群岛 Madeira（葡萄牙）
- 加那利群岛 Canary Is.（西班牙）
- 特里斯坦-达库尼亚群岛 Tristan da Cunha（英国）

### 北美洲和南美洲
- 圣皮埃尔和密克隆群岛 St. Pierre and Miquelon（法国）
- 百慕大群岛 Bermuda Is.（英国）
- 西印度群岛 West Indies
  - 特克斯与凯科斯群岛 Turks and Caicos Is.（英国）
    - 特克斯群岛 Turks Is.
    - 凯科斯群岛 Caicos Is.

  - 大安地列斯群島 Greater Antilles
  - 开曼群岛 Cayman Is.（英国）
  - 小安地列斯群島 Lesser Antilles
    - 向风群岛 Leeward Is.
      - 维京群岛（美国）
      - 英属维京群岛（英国）
      - 荷属安的列斯群岛（荷兰）

    - 背风群岛 Windward Is.
- 馬爾維納斯群島（即福克兰群岛）Islas Malvinas (i.e. Falkland Is.)
- 南乔治亚岛和南桑威奇群岛 South Georgia & the South Sandwich Is.（英国）
  - 南乔治亚群岛 South Georgia Group
  - 南桑威奇群岛 South Sandwich Is.

## 北冰洋
- 斯瓦尔巴群岛 Svalbard (挪威）
- 伊丽莎白女王群岛 Queen Elizabeth Is.（加拿大）

俄罗斯部分
- 科曼多尔群岛
- 新西伯利亚群岛
- 北地群岛
- 法兰士约瑟夫地群岛

## 南冰洋（南极海）
- 南设得兰群岛 South Shetland Is.
- 南奥克尼群岛 South Orkney Is.
- 巴勒尼群岛 Balleny Is.